# Arjen Gerritsen

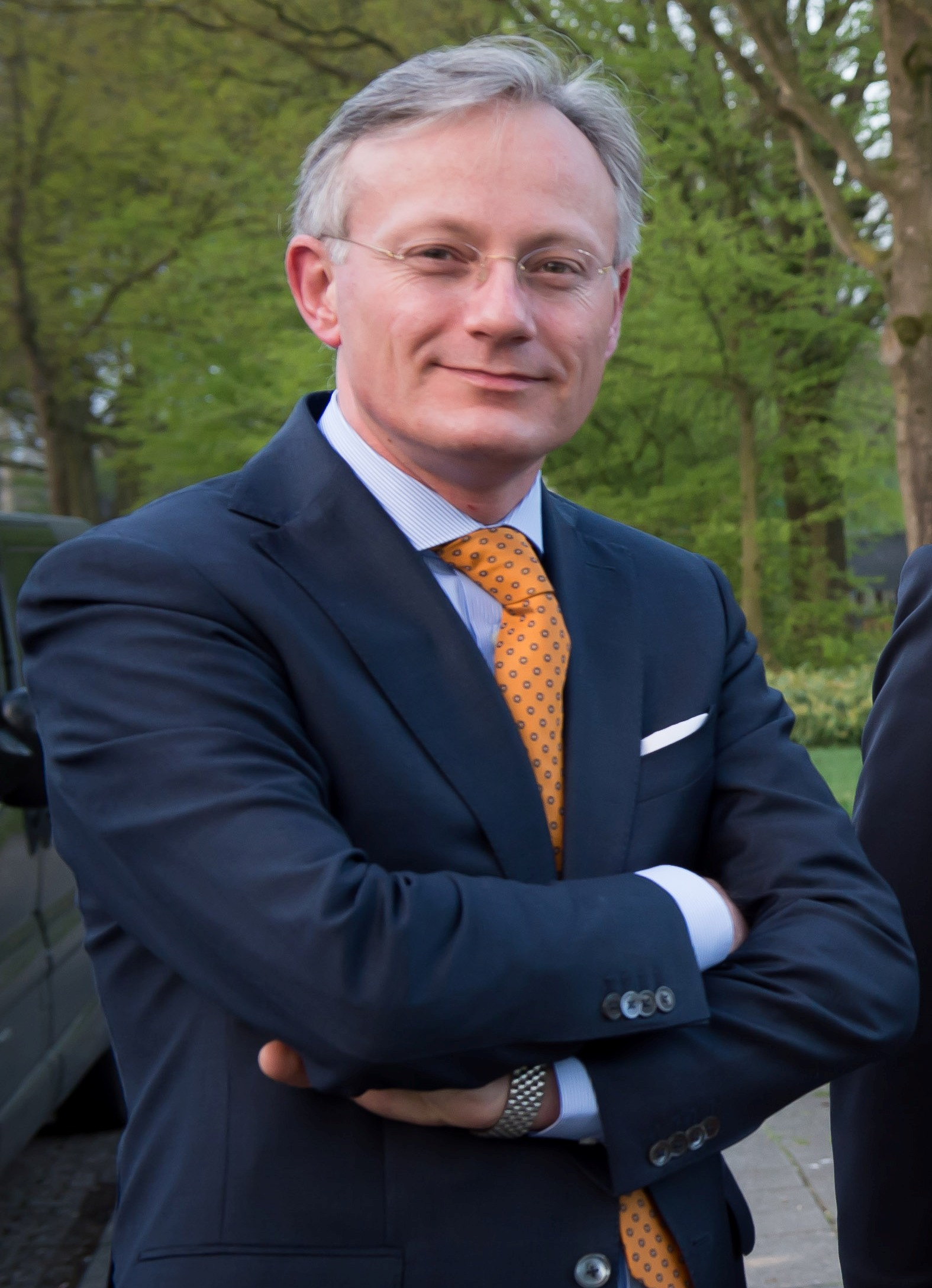
Arjen Gerritsen im Jahr 2013

Arend Jan „Arjen“ Gerritsen (* 13. Februar 1970 in Enter) ist ein niederländischer Politiker der VVD und Kommissar des Königs der Provinz Flevoland seit dem 1. November 2023.

## Leben und Karriere
Nach dem Abitur studierte Gerritsen Steuerökonomie an der Saxion in Enschede. Von 1994 bis 2002 war er Mitglied des Gemeinderates von Wierden. 1998 wurde er Parteivorsitzender der VVD und Stadtrat von Wierden. Im Dezember 2002 wurde Gerritsen zum Bürgermeister von Haren ernannt und war zu diesem Zeitpunkt mit 32 Jahren auch der jüngste, jemals ernannte Bürgermeister der Niederlande. Am 1. Februar 2007 wurde er von seinem Nachfolger abgelöst und wurde Bürgermeister von De Bilt. Zwischen den Jahren 2008 und 2014 war der Niederländer Vorsitzender der VVD-Zentrale in Utrecht und 2015 sowohl Informateur als auch Formateur der Provinzialregierung der Provinz Utrecht. Ab dem 27. September 2016 war er Bürgermeister von Almelo. 2018 war er zeitweise Informateur in Zaanstad. Zum 1. November 2023 übernahm er das Amt des Kommissars des Königs in der Provinz Flevoland.
Arjen Gerritsen ist verheiratet und hat drei Kinder.